# Piper parcum
Piper parcum är en pepparväxtart som beskrevs av Trel. & Yunck.. Piper parcum ingår i släktet Piper och familjen pepparväxter. Inga underarter finns listade i Catalogue of Life.